# Сухондяевский, Авенир Павлович
Авени́р Па́влович Сухондя́евский (27 ноября 1915, Вологодская губерния — 30 октября 1981, Калининград) — советский капитан рыбопромыслового флота, Герой Социалистического Труда (1963).

## Биография
Родился 27 ноября 1915 года в деревне Коренево Вельского уезда Вологодской губернии (ныне Вельского района Архангельской области) в крестьянской семье.
В 1932 году начал трудиться матросом Архангельской дноуглубительной базы, стал боцманом. В 1935 году поступил в Архангельский морской техникум. Окончив в 1937 году судоводительское отделение, работал третьим и вторым штурманом на судах Северного государственного морского пароходства. В 1939—1940 годах проходил срочную службу в Красной Армии в Сибирском и Забайкальском военных округах. После демобилизации вернулся в пароходство.
С началом Великой Отечественной войны мобилизован в Военно-Морской флот. В 1941 году служил помощником командира корабля, в 1942—1945 годах — помощником и старшим помощником командира ледокола ЛД-8 Беломорской военной флотилии, принимая участие в обороне Советского Заполярья. В 1944 году вступил в ВКП(б).
В 1946—1949 годах работал старшим помощником капитана на судах Балтийского государственного морского пароходства. В 1949 году перешёл на работу в рыбопромысловый флот. В 1949—1957 годах занимал должности капитана среднего рыболовного траулера (СРТ), заместителя начальника, начальника экспедиции Балтийского государственного рыбного треста. Был инициатором освоения круглогодичного лова сельди в Северной Атлантике.
С 1957 года — капитан-директор большого морозильного рыболовного траулера (БМРТ) «Казань» Калининградской базы рыболовного рефрижераторного флота. Среди первых открывал и осваивал новые районы промысла сельди, скумбрии, ставриды у берегов Африки в Центрально-Восточной и Юго-Восточной Атлантике. Умело используя технические и промысловые возможности траулера, добивался эффективного использования техники и промыслового времени. Так, в 1962 году им были внедрены «сдвоенные рейсы» с частичной сменой экипажа в открытом море, без захода в родной порт. Это в первый же год дало возможность увеличить промысловый период на 44 дня и добыть дополнительно 14,5 тыс. центнеров рыбы.
Одними из первых рыбаки БМРТ «Казань» применили скоростное траление, используя для этого трал облегчённой конструкции, внедрили поточно-циклический метод заморозки рыбы, усовершенствовали процесс выборки трала с рыбой. Новаторский подход экипажа позволил довести добычу рыбы до 376 при плане 328 центнеров в сутки. В 1962 году экипаж А. П. Сухондяевского добыл 78 600 ц рыбы при задании 66 000 ц.
Указом Президиума Верховного Совета СССР от 13 апреля 1963 года за выдающиеся успехи в достижении высоких показателей добычи рыбы и производства рыбной продукции капитан-директору БМРТ «Казань» управления «Запрыбхолодфлот» Авениру Павловичу Сухондяевскому присвоено звание Героя Социалистического Труда с вручением ордена Ленина и золотой медали «Серп и Молот».
В последующие годы передовой траулер под руководством своего капитан-директора стал опорно-показательным судном. Мастера по добыче и обработке рыбы БМРТ «Казань» передавали свой опыт, работая на других траулерах управления. В 1964 году в Калининграде экипажем судна была издана брошюра «Наш курс — высокие уловы». Несколько лет проработал капитан-директором транспортного рефрижератора «Ленинские горы».
Избирался делегатом XXII съезда КПСС (1961), членом Калининградского обкома и горкома КПСС, депутатом областного и городского Советов депутатов трудящихся.
В 1967 году вышел на заслуженный отдых. Умер 30 октября 1981 года на 66-м году жизни. Похоронен в Калининграде.

## Награды
- золотая медаль «Серп и Молот» (1963)
- два ордена Ленина (1963, …)
- орден Октябрьской Революции (1974)
- медали СССР

## Память
В 1983 году на Черноморском судостроительном заводе был спущен на воду большой автономный траулер морозильный типа «Пулковский меридиан», названный «Капитан Сухондяевский» (в 2009—2011 годах носил название «Амадей»).